# Старгард-Губінський
Старгард-Губінський (пол. Stargard Gubiński, нім. Stargardt) — село в Польщі, у гміні Губін Кросненського повіту Любуського воєводства.
Населення — 280 осіб (2011).
У 1975-1998 роках село належало до Зеленогурського воєводства.

## Демографія
Демографічна структура станом на 31 березня 2011 року:
|          | Загалом | Допрацездатний вік | Працездатний вік | Постпрацездатний вік |
| -------- | ------- | ------------------ | ---------------- | -------------------- |
| Чоловіки | 138     | 25                 | 94               | 19                   |
| Жінки    | 142     | 28                 | 86               | 28                   |
| Разом    | 280     | 53                 | 180              | 47                   |